# Fritz Heinemann (Philosoph)
Fritz Heinemann (* 8. Februar 1889 in Lüneburg; † 7. Januar 1970 in Oxford) war ein deutscher Philosoph.

## Leben
Heinemann entstammte einer angesehenen jüdischen Familie in Lüneburg. Nach dem Abitur am Johanneum Lüneburg studierte er ab 1907 Philosophie in Cambridge, Marburg, München und Berlin. 1912 wurde er mit der Arbeit „Der Aufbau von Kants Kritik der reinen Vernunft und das Problem der Zeit“ promoviert. Nach dem Ersten Weltkrieg unterrichtete er am Kaiser-Friedrich-Realgymnasium in Berlin Mathematik. 1922 wurde er Dozent und war von 1930 bis 1933 außerordentlicher Professor an der Universität Frankfurt am Main. Nach dem Verlust der Lehrbefugnis 1933 ging Heinemann nach Amersfoort und an die Sorbonne in Paris, wo er die Bekanntschaft mit Gabriel Marcel und Nicolai Berdjajew machte. Sein weiterer Weg führte ihn über die Türkei 1937 nach England. Von 1939 bis 1956 lehrte er als Professor am Manchester College in Oxford. Seine Familie, die zunächst in Deutschland geblieben war, konnte er nachholen. Ab 1957 war er als emeritierter Professor wieder in Frankfurt tätig.
Heinemann gilt als Kritiker der zeitgenössischen Existenzphilosophie = existo ergo sum (Jaspers, Heidegger). Auch der Lebensphilosophie = vivo ergo sum steht er kritisch gegenüber. Dennoch geht er im eigenen Philosophieren von beiden Strömungen aus. Seine Kritik gilt zudem der einseitigen Subjektphilosophie = cogito ergo sum, die er als der Ratio verpflichteten Vernunftphilosophie kennzeichnet. Stattdessen wollte er eine allumfassende „Lebensgrundwissenschaft“ entwerfen, die alles Lebendige einschließt. „Die ursprüngliche Gewißheit ist weder die des  Geistes noch die des Lebens, sondern die eines vom Geiste nicht getrennten Lebens und eines vom Leben nicht getrennten Geistes.“ Die Lebensgrundwissenschaft reicht von der Botanik und Zoologie über Psychologie und Anthropologie bis hin zu den Geisteswissenschaften. Die Totalität alles Lebendigen beschreibt Heinemann mit den Dimensionen Gott-Mensch-Welt. Eine Welt in der ein Ungleichgewicht zwischen den Grunddimensionen besteht, ist gestört. Kennzeichnend für alles Lebendige ist seine Reaktion auf die Umwelt = respondeo ergo sum. Der Mensch ist wesentlich ein antwortendes Wesen. „Je nachdem, mit welcher Schicht des Alls der Mensch in Resonanz steht, antwortet eine andere Schicht in ihm und ergibt sich ihm darum ein anderes Prinzip des Verstehens von Welt und Menschen.“ Heinemanns „Resonanztheorie“ ist eine Philosophie von Antwortbeziehungen (siehe Dialogphilosophie). Eine Harmonie in der Totalresonanz kann der Mensch nicht durch das Verharren in einer einseitigen Dimension der Totalität, sondern nur durch Antworten auf den Anruf des Anderen herstellen.
Die Stadt Lüneburg ehrte ihn postum 1974 mit einer Ausstellung und 1985 mit der Benennung des Lesesaals der Ratsbibliothek mit seinem Namen.

## Schriften (Auswahl)
- Plotin. 1921.
- Neue Wege der Philosophie. Geist, Leben, Existenz 1929.
- Odysseus oder die Zukunft der Philosophie. 1939.
- David Hume. 1940.
- Existenzphilosophie. 1954. (mehrere Auflagen, Übersetzungen in viele Sprachen)
- Jenseits des Existenzialismus. 1957.
- Die Philosophie im 20. Jahrhundert. 1959. (als Hrsg.)
- Existenzphilosophie, lebendig oder tot? 1951. (3., erw. Auflage. 1963)